# Ломас де Монтечело, Ел Педрегал (Запопан)
Ломас де Монтечело, Ел Педрегал (шп. Lomas de Montechelo, El Pedregal) насеље је у Мексику у савезној држави Халиско у општини Запопан. Насеље се налази на надморској висини од 1569 м.

## Становништво
Према подацима из 2010. године у насељу је живело 173 становника.

### Хронологија
| Година       | 2000         | 2005         | 2010 |
| ------------ | ------------ | ------------ | ---- |
| Становништво | 63 (31 / 32) | 69 (35 / 34) | 173  |

### Попис
| # | Индикатор                     | Вредност |
| - | ----------------------------- | -------- |
| 1 | Укупно домаћинстава           | 1        |
| 2 | Укупно насељених домаћинстава | 1        |
| 3 | Величина локације             | 1        |